# Shenzhen FC
El Shenzhen FC (xinès: 深圳市足球俱乐部|t=深圳市足球俱樂部) és un club de futbol de la Xina que participa en la Superlliga xinesa, la lliga de futbol més important del país.
Va ser fundat amb el nom de Shenzhen FC el 1994 a la ciutat de Shenzhen, a la província de Guangdong, i des de llavors ha canviat de nom diverses vegades.
Quan el 2004 va guanyar la Superlliga xinesa, en lloc d'arribar coses bones, va passar el contrari, una gran crisi financera i el llavors entrenador Zhu Guanghu va ser cridat a dirigir a la Selecció de futbol de la Xina i l'equip va baixar el seu nivell, fins al punt que la temporada següent només va arribar al lloc 12è.
Evolució del nom:
- 1994-1995: Shenzhen FC
- 1996-1996: Shenzhen Feiyada'
- 1997-1998: Shenzhen Ping'an
- 1999-1999: Shenzhen Ping'an Insurance
- 2000-2001: Shenzhen Ping'an Kejian
- 2002-2002: Shenzhen Ping'an Insurance
- 2003-2005: Shenzhen Jianlibao
- 2006-2007: Shenzhen Kingway
- 2007-2008: Shenzhen Xiangxue Eisiti[3]
- 2009-2009: Shenzhen Asia Travel Football Club'
- 2010-2014: Shenzhen Ruby F.C.
- 2015-avui: Shenzhen F.C.

Evolució de l'uniforme:
| 1998–99 | 2000–03 | 2004–2006 | 2007–2010 | 2011–2012 |

## Palmarès
- Lliga xinesa de futbol:[4]
  - 2004

- Segona Divisió de la Xina:
  - 1995

- Tercera Divisió de la Xina:
  - 1994